# 安室憲一
安室憲一（やすむろ けんいち、1947年-　）は、日本の経営学者、兵庫県立大学名誉教授。
神奈川県生まれ。1969年東京理科大学工学部経営工学科卒、1974年神戸商科大学大学院経営学研究科博士課程単位取得満期退学。1994年、「日本企業のグローバル経営に関する理論的並びに実証的研究」で神戸大学より博士（経営学）。久留米大学講師、神戸商科大学助教授、教授を経て、校名変更となった兵庫県立大学教授を2009年に定年退職し、名誉教授となる。のち大阪商業大学教授となり、2016年に退任。

## 著書
- 『国際経営行動論 日・米比較の視点から』森山書店　1982
- 『グローバル経営論 日本企業の新しいパラダイム』千倉書房 1992
- 『国際経営』日本経済新聞社 日経文庫　1993
- 『徹底検証中国企業の競争力 「世界の工場」のビジネスモデル』日本経済新聞社 2003
- 『多国籍企業と地域経済 「埋め込み」の力』御茶の水書房 大阪商業大学比較地域研究所研究叢書 2012

### 共編著
- 『日本企業の多国籍的展開 海外直接投資の進展』池本清,上野明共著 有斐閣選書　1981
- 『多国籍企業文化』編 多国籍企業研究会著 文真堂 1994
- 『現場イズムの海外経営 日本企業・13のケーススタディ』関西生産性本部共編著 白桃書房 1997
- 『地球環境時代の国際経営』編著 白桃書房 1999
- 『中国の労使関係と現地経営 共生の人事労務施策を求めて』関西生産性本部,日中経済貿易センター,連合大阪共編 白桃書房 1999
- 『21世紀多国籍企業の新潮流』小林規威,竹田志郎共監修 多国籍企業研究会編 ダイヤモンド社 2003
- 『ケースブックビジネスモデル・シンキング』ビジネスモデル研究会共編著 文眞堂 2007
- 『新グローバル経営論』編著 白桃書房 2007
- 『多国籍企業と新興国市場』大石芳裕,桑名義晴,田端昌平共監修 多国籍企業学会著 文眞堂 2012
- 『新興国における人事労務管理と現地経営 ベトナム・インドネシア・インド・バングラデシュ・ブラジルの労働事情と日本企業7社のケーススタディ』古沢昌之,山口隆英共編著 国際経済労働研究所監修 白桃書房 2015

### 翻訳
- ロバート・T.モラン, ウイリアム・G. ストリップ,フィリップ・R. ハリス『新グローバル組織論 ダイバーシティを活かすマネジメント』関西生産性本部共監訳 白桃書房 1995
- フランク・M.ゴー,レイ・パイン『ホテル産業のグローバル戦略』監訳 有村貞則 古沢昌之,徳永典子,四宮由紀子,西井進剛訳 白桃書房 2002
- ジェフリー・ジョーンズ『国際経営講義 多国籍企業とグローバル資本主義』梅野巨利共訳 有斐閣 2007
- ハワード・ガードナー,ミハイ・チクセントミハイ, ウィリアム・デイモン『グッドワークとフロー体験 最高の仕事で社会に貢献する方法』大森弘監訳 梅野巨利, 山口隆英, 西井進剛共訳 世界思想社 2016

## 論文
- <安室憲一